# Bob Kane
Bob Kane (nacido Robert Kahn; Nueva York, 24 de octubre de 1915-Los Ángeles, 3 de noviembre de 1998) fue un dibujante y escritor estadounidense de cómics, considerado como el creador del superhéroe Batman para DC Comics. Años más tarde, Kane reconoció que Bill Finger, escritor de su estudio, «contribuyó» en la creación del personaje. El historiador de cómics Ron Goulart se refiere a Batman en la Enciclopedia del comic book diciendo que es «creación del artista Bob Kane y del escritor Bill Finger».

## Biografía

### Sus comienzos
En la escuela secundaria, Kane fue compañero de Will Eisner, quien también sería dibujante y el futuro creador de The Spirit. A los dieciocho años, Robert Kahn cambió su nombre legalmente a Bob Kane y, en 1936, entró al mundo de los cómics de la mano del editor Jerry Iger y la publicación Wow, What A Magazine! Al año siguiente, Kane empezó a trabajar en el nuevo estudio de Iger: Eisner & Iger, una de las primeras «bolsas» de cómics, que producía cómics con base en la demanda de las editoriales que entraron a este nuevo medio entre fines de los años treinta y la edad de oro de los cuarenta. Entre los trabajos que realizó allí, se encuentra la tira «Peter Pupp», publicada en la revista británica Wags y más tarde reimpresa en Jumbo Comics, de Fiction House. Paralelamente también trabajó como independiente para Fleisher Studios en los dibujos animados de Betty Boop. Después también trabajó para dos de las compañías que luego se unirían para formar DC Comics, la tira humorística «Ginger Snap» en More Fun Comics, «Oscar the Gumshoe» para Detective Comics y «Professor Doolittle» para Adventure Comics. Para ese último cómic, realizó su primera tira de aventuras: «Rusty and his Pals».

### Batman
A comienzos de 1939, el éxito de Superman en Action Comics impulsó a los editores de National Publications (después DC Comics, ahora una subsidiaria de Time Warner) a pedir más superhéroes para sus títulos. En respuesta, Bob Kane creó un personaje llamado "Birdman" ("El Hombre Pájaro"), pero luego lo cambió por "Bat-Man".
Según Kane, entre sus influencias para la invención del personaje se encuentran la actuación de Douglas Fairbanks como el Zorro, el diagrama del ornitóptero de Leonardo Da Vinci y la película The Bat Whispers (1930), basada en la novela de misterio The Circular Staircase de Mary Rinehart.
Bill Finger, un vendedor de zapatos que aspiraba a ser escritor, se había unido al creciente estudio de Bob Kane en 1938 luego que ambos se conocieran en una fiesta y Kane le ofreciera un trabajo como escritor fantasma en las tiras cómicas Rusty y Clip Carson.  Finger recordaba que Kane

Tuvo una idea para un personaje llamado 'Batman' y quería que yo viese los bosquejos. Fui a la oficina de Kane y había dibujado un personaje que se parecía muchísimo a Superman con una especie de... mallas rojas, creo, con botas... sin guantes... con una pequeña máscara, colgándo de una soga. Le salían dos alas rígidas que parecían de murciélago. Y debajo del dibujo había un gran cartel... BATMAN.

He had an idea for a character named 'Batman' and wanted me to see the sketches. I went to the office of Kane and had drawn a character who looked very much like Superman with a kind of... red tights, i believe, with boots... without gloves... with a small mask, hanging from a rope. He went rigid wings that looked like bat. And under the picture was a poster... BATMAN.

Finger dijo haber ofrecido sugerencias tales como la capucha y la capa del personaje, agregar guantes, dejar los agujeros para los ojos de la máscara en blanco para transmitir misterio, y quitar las partes rojas del traje original, proponiendo en cambio un esquema gris y negro. Además, Finger dijo que sus sugerencias habían estado influenciadas por el ya popular The Phantom de Lee Falk, un personaje que aparecía en los periódicos con el que Kane estaba familiarizado. Finger, que también dijo haber inventado el nombre civil del personaje (Bruce Wayne), escribió la primera historia de Batman, mientras que Kane se encargó de la faceta artística.
Según Kane,

Bill Finger contribuyó con Batman desde el principio. Escribió la mayoría de las historias y fue una gran influencia a la hora de establecer un estilo y un género que emularían otros escritores... Cuando creé a Batman, yo lo hice un superhéroe/vigilante. Bill lo convirtió en un detective científico.

El personaje debutó en Detective Comics N.º 27 (mayo de 1939) y fue un éxito total. En menos de un año, Kane había contratado a dos asistentes de arte: Jerry Robinson (inicialmente como entintador) y George Roussos. Poco después, cuando DC solicitó más historias de Batman que las que el estudio de Kane podía producir, la compañía contrató a Dick Sprang y a otros dibujantes como "artistas fantasma", que dibujaban bajo la supervisión de Kane sin recibir crédito alguno.
Las características de Batman diferían bastante de las de los héroes de la época: él no tenía otro super-poder que no fuera el de la inteligencia aplicada y el de una preparación física envidiable. Batman, por el contrario, tenía detrás una historia propia de una novela clásica, su ciudad se mostraba oscura en varios aspectos. Este exhibía ser un fortachón capaz de vencer con una sola mano a todo un regimiento. Batman reunía las características de una época donde empezaban a vislumbrarse los tremendos avances tecnológicos y es justamente el colocarse a la vanguardia en ese plano lo que da al millonario Bruce Wayne las ventajas respecto de sus enemigos. Para los lectores que oscilaban entre la fantasía verosímil y un futuro posible (la ciudad como una masa apocalíptica, oscura y criminal que empezaba a ser la visión de las grandes urbes) Gotham City era, en ese sentido, un ejemplo de este.
Kane, el más ágil en los negocios del equipo creativo Kane-Finger, negoció un contrato con National por el cual otorgaba los derechos de propiedad del personaje a cambio de que, entre otras compensaciones, apareciera una línea en todos los cómics de Batman que dijera "Batman creado por Bob Kane", sin importar si Kane estuviera involucrado en el mismo. En esos tiempos, en ningún cómic, y en muy pocas tiras cómicas, se daba crédito al equipo creativo. En comparación, el contrato de Bill Finger le otorgaba una mínima cantidad monetaria y ningún crédito, ni siquiera en las historias en las que él trabajó con Kane. Finger, al igual que Joe Shuster, Jerry Siegel y muchos otros creadores durante y después de la "Edad de Oro de los cómic", reprochaban a National por haberlos estafado. Cuando Finger murió (1974) todavía no había recibido el crédito merecido por su trabajo. En contraste, Kane disfrutaba de su estatus de celebridad.
En 1943, Kane abandonó los cómics de Batman para enfocarse en los dibujos diarios de Batman que se publicaban en los periódicos. Ahora, los artistas fantasma de DC involucrados en el cómic incluían a Jack Burnley y Win Mortimer, con Robinson ya como dibujante y Fred Ray ayudando en algunas tapas. Gardner Fox fue un escritor fantasma. En 1946, Kane regresó al cómic pero, sin que DC lo supiera, había contratado a su propio personal fantasma: Lew S. Schwartz entre 1946 y 1953 y Sheldon Moldoff entre 1953 y 1967.

### Robin
En un principio, Batman era un vengador violento que llevaba una pistola y, con frecuencia, mataba a sus enemigos. Sin embargo, el gran éxito del personaje hizo que las ventas de Detective Comics se elevaran al punto en que la división de cómics de National Publications fuera renombrada "Detective Comics, Inc." Poco después, National Publications sugirió que se bajara el tono en la violencia y que el personaje recibiera un compañero juvenil con el que los lectores jóvenes pudieran identificarse. Kane primero sugirió un personaje que fuera pícaro como Puck, mientras que Finger sugería un personaje más real.
Bill Finger recordaba que

Robin creció a partir de una conversación que tuve con Bob. Como yo lo veía, Batman era una combinación de Douglas Fairbanks y Sherlock Holmes. Holmes tenía a su Watson. Lo que me molestaba era que Batman no tenía a nadie con quien hablar y se ponía aburrido hacer que siempre estuviera pensando. Mientras escribía Batman, me di cuenta que necesitaba un Watson con quien hablar. Así fue como nació Robin. Bob me llamó y dijo que iba a meter a un chico en la tira para que se identificara con Batman. Yo pensé que era una idea estupenda.

Kane, que anteriormente había creado un compañero para Peter Pupp, propuso sumar a un chico llamado Mercurio que tuviese un "super-traje". Robinson sugirió que fuera una persona normal y el nombre de "Robin", por los libros de Robin Hood que leyó cuando era niño; además, durante una entrevista en 2005 declaró que se había inspirado en una ilustración de N.C. Wyeth para un libro. En Detective Comics N.º 38 (abril de 1940) debuta el nuevo personaje: un artista de circo huérfano llamado Dick Grayson que va a vivir a la mansión de Bruce Wayne como su joven protegido y que inspirara a muchos compañeros similares para los héroes a lo largo de la Edad de Oro de los cómics.

### Joker
Para esa época, el héroe ya estaba en condiciones de tener su propia revista; así es como  aparece en el mercado Batman N.º 1 (primavera de 1940), donde se presenta al archienemigo de Batman: Joker. El crédito por la creación del personaje es disputado. Robinson siempre dijo haber sido él quien lo creó, pero según Kane

Yo lo resumo así: Bill Finger y yo creamos al Joker. Bill fue el guionista. Jerry Robinson vino a verme con la carta de una baraja que tenía al Joker (comodín). [Joker] se parece a Conrad Veidt... ya sabes, el actor de El hombre que ríe, [la película de 1928 basada en la novela] de Victor Hugo.... Bill Finger tenía un libro con una fotografía de Conrad Veidt y me lo mostró y dijo "Aquí está el Joker". Jerry Robinson no tuvo absolutamente nada que ver pero dirá que sí hasta que muera. Él introdujo una carta de juego que usamos un par de números para que [Joker] la usara como su carta.

La carta original de Robinson fue exhibida al público en el Museo William Breman de la Herencia Judía en Atlanta, Georgia entre el 24 de octubre de 2004 y el 28 de agosto de 2005, y en el Museo Judío de Nueva York entre el 16 de septiembre de 2006 y el 28 de enero de 2007. Robinson respondió que

Bill Finger conocía a Conrad Veidt porque era un fanático de las películas extranjeras. Veidt... tenía ese maquillaje de payaso con la sonrisa fija en el rostro. Cuando Bill vio el primer dibujo del Joker, dijo 'Me recuerda a Conrad Veidt en El hombre que ríe. Dijo que me traería algunas fotos de esa película. Así es como sucedió. Creo que, en la cabeza de Bill, él fue quien diseñó el personaje.

### Su vida y carrera posteriores
Mientras su trabajo en los cómics disminuía en los años 60, Kane utilizó su estatus como creador de Batman para convertirse en una celebridad menor. Disfrutó de una carrera post-cómics como dibujante de animación para la televisión, creando los personajes de Courageous Cat y Cool McCool. También trabajó como pintor, exhibiendo sus obras en galerías de arte; sin embargo, incluso algunas de esas pinturas fueron realizadas por artistas fantasma.
En 1989, Kane publicó la autobiografía Batman and Me (Batman y yo) y un segundo volumen, Batman and Me, The Saga Continues (Batman y yo. La saga continúa), en 1996.
Estaba dispuesto que Kane realizara un cameo en la película Batman de 1989, interpretando al dibujante que prepara las ilustraciones de "Bat-man" para Alexander Knox (interpretado por Robert Wuhl); pero esto no pudo llevarse a cabo por conflictos en su calendario siendo reemplazado en ese rol por Denis Lill, aunque colaboró en la película como asesor y en sus dos posteriores secuelas.
Kane murió el 3 de noviembre de 1998 debido a una enfermedad, dejando una esposa (Elizabeth Sanders Kane, una actriz que apareció en tres películas de Batman), una hija y un nieto. Kane está sepultado en el Forest Lawn Memorial Park (Hollywood Hills) en Los Ángeles, California.